# Нарцоле
Нарцо̀ле (на италиански: Narzole; на пиемонтски: Narsòle, Нарсоле) е малко градче и община в Северна Италия, провинция Кунео, регион Пиемонт. Разположено е на 325 m надморска височина. Населението на общината е 3425 души (към 2010 г.).